# Union nationale interprofessionnelle des légumes transformés
L'Union nationale interprofessionnelle des légumes transformés (Unilet) est une organisation professionnelle française qui regroupe des entreprises (notamment Bonduelle), des professionnels du secteur de la transformation des légumes (conserves, surgélation) et des producteurs de légumes. Son siège social se trouve à Paris.
Créée en 1961 sous le nom d'Unilec (Union nationale interprofessionnelle des légumes de conserve), elle prit le nom d'Unilet le 25 janvier 1990 pour consacrer l'extension de la filière de transformation des légumes aux surgelés.
Les principales productions concernées sont les suivantes (par ordre d'importance en 2007) : haricots verts, pois, épinards, carottes, choux-fleurs, maïs doux, brocolis, flageolets, scorsonères.
Cet organisme fut à l'origine du slogan resté célèbre « On a toujours besoin de petit pois chez soi » lancé en 1962 pour promouvoir la consommation des petits pois.  
La directrice de l'UNILET est Cécile Le Doaré depuis avril 2022. Le président de cette organisation est Cyrille Auguste, également employé chez Bonduelle.  